# Peter Bowles
Pour les articles homonymes, voir Bowles.
Peter Bowles, né le 16 octobre 1936 à Londres et mort le 17 mars 2022, est un acteur britannique.

## Biographie
Peter Bowles naît à Londres et suit des études à la Nottingham High Pavement Grammar School avant d'apprendre son futur métier d'acteur à la Royal Academy of Dramatic Art, dont il fait partie.

## Filmographie sélective

### Au cinéma
- 1966 : Blow-Up : Ron
- 1968 : La Charge de la brigade légère (The Charge of the Light Brigade) : capitaine Henry Duberly
- 1969 : Assassinats en tous genres (The Assassination Bureau) : l'amant jaloux
- 1969 : La Chambre obscure (Laughter in the Dark) : Paul
- 1972 : The Offence (Laughter in the Dark) : inspecteur Cameron
- 1973 : La Maison des damnés (The Legend of Hell House) : Hanley
- 1977 : Pour l'amour de Benji (For the Love of Benji) : Ronald
- 1989 : Sauf votre respect (Try This One for Size) de Guy Hamilton
- 2008 : Braquage à l'anglaise (The Bank Job) : Miles Urquhart
- 2014 : Lilting ou la Délicatesse (Lilting) : Alain
- 2015 : We Are Tourists

### À la télévision
- 1964 : Poigne de fer et séduction (The Protectors) : Docteur Fothergill
- 1964 : Destination Danger (Danger Man) : Gamal
- 1964 - 1967  : le Saint (The Saint) : Lida (saison 3, épisode 2) : Maurice Kerr / Les Amateurs d'art (saison 5, épisode 18) : Serge
- 1965 :

Chapeau melon et bottes de cuir (série télévisée) : épisode meurtre par téléphone
- 1967 : Chapeau melon et bottes de cuir (série télévisée) : épisode Remontons le temps
- 1967 : Alias le Baron (The Baron) : Jim Gaynor
- 1967 : Le Prisonnier : épisode A, B ou C : "A"
- 1969 : Chapeau melon et bottes de cuir (série télévisée) : épisode Les évadés du monastère
- 1971 : Amicalement vôtre : épisode 15 Un risque calculé :  Mitchell
- 1975 : Angoisse (Thriller) : saison 5, épisode 2
- 1975 : Cosmos 1999 (série télévisée) : épisode Au bout de l’éternité : Balor
- 2008 : Hercule Poirot (série télévisée) : épisode La Troisième Fille : Sir Roderick Horsfield
- 2016  : Victoria de Daisy Goodwin : Wellington